# Albert Grenier
Albert Grenier (* 22. April 1878 in Paris; † 23. Juni 1961 ebenda) war ein französischer Historiker, Religionswissenschaftler und Provinzialrömischer Archäologe. Er war spezialisiert auf die Geschichte des alten Rom und der Kelten, insbesondere der Gallier.

## Leben
Grenier wuchs in Pont-à-Mousson an der Mosel im nach 1871 bei Frankreich gebliebenen Teil Lothringens auf. Er studierte in Nancy und bestand 1902 die Agrégation (Staatsprüfung für das höhere Lehramt) im Fach Grammatik. Es folgte ein Graduiertenstudium der lateinischen und gallo-römischen Altertümer bei Antoine Héron de Villefosse an der École pratique des hautes études (EPHE), das er 1904 mit einer Arbeit über Gallische Wohnhäuser und lateinische Villen in der Stadt der Mediomatriker (das heutige Metz) abschloss. Anschließend war er bis 1907 Mitglied der École française de Rome, wo er sich den Etruskern widmete und Ausgrabungen in Bologna durchführte. Seine daraus hervorgegangene Thèse d’État über das Bologna der Villanova- und Etruskerzeit (8. bis 9. Jahrhundert v. Chr.) schloss Grenier 1912 ab. Von 1907 bis 1914 lehrte er als Maître de conférences (Dozent) für antike Grammatik an der Universität Nancy.
Nach dem Militärdienst im Ersten Weltkrieg wurde er 1919 auf den eigens für ihn geschaffenen Lehrstuhl für „gallo-römische und rheinische Altertümer“ an der nach der Rückkehr des Elsass zu Frankreich neugegründeten Universität Straßburg berufen. Er schrieb Beiträge für die 1929 in Straßburg begonnene Zeitschrift Annales, auch wenn er nicht zu der entsprechenden geschichtswissenschaftlichen Schule gehörte und seine Artikel bei den Gründern Lucien Febvre und Marc Bloch nicht immer auf Begeisterung stießen.
1935 wurde Grenier zum Professor am Collège de France gekürt, wo er als Nachfolger Camille Jullians den Lehrstuhl für „nationale Altertümer“ einnahm. Lucien Febvre kritisierte die Neubesetzung dieses Lehrstuhls, weil dieser einst für Jullian maßgeschneidert worden sei, dessen Lebenswerk nun abgeschlossen sei und nicht neugeschrieben werden könne, es nach seiner Ansicht überhaupt keine „nationalen“ Altertümer gab, Grenier kein Keltisch beherrschte und die „gallo-römische“ Kultur einfach nur römisch sei. Im Jahr darauf wurde Grenier zusätzlich Directeur d’études an der EPHE, wo er das Seminar für Altertümer des keltischen und römischen Galliens leitete. An beiden Einrichtungen lehrte er bis 1946. Während des Vichy-Régimes arbeitete er zusammen mit Jérôme Carcopino das Gesetz über die Regelung archäologischer Ausgrabungen von 1941 („Loi Carcopino“) aus. Von 1946 bis 1952 war Grenier Direktor der nach mehrjähriger Unterbrechung während des Zweiten Weltkriegs wiedereröffneten École française de Rome. Von den italienischen Behörden erwirkte er die Erlaubnis, dass französische Teams Megara Hyblaea auf Sizilien und Bolsena in Etrurien ausgraben durften. Anschließend trat er in den Ruhestand.
Nach dem Tode von Joseph Déchelette setzte Grenier dessen Handbuch der vorgeschichtlichen Archäologie der Kelten und Gallo-Römer (Manuel d’Archeologie Prehistorique, Celtique et Gallo-Romaine) fort. Für die religionsgeschichtliche Reihe Mana verfasste er den Beitrag über die Religionen der Etrusker und Römer.
Grenier wurde 1931 zum korrespondierenden, 1942 zum ordentlichen Mitglied der Académie des inscriptions et belles-lettres gewählt. Im Dezember 1945 wurde er als assoziiertes Mitglied in die Académie royale des Sciences, des Lettres et des Beaux-Arts de Belgique aufgenommen. 1943 gründete er die Zeitschrift Gallia, die er bis zu seinem Tod herausgab. Greniers Nachfolger auf dem EPHE-Lehrstuhl für gallische Altertümer, Paul-Marie Duval, übernahm danach auf die Herausgeberschaft der Gallia.

## Veröffentlichungen (Auswahl)
- Les Gaulois (= Collection Payot. 31, ISSN 1776-677X). Payot & Cie, Paris 1923.
- Le Génie romain dans la religion, la pensée et l’art (= L’Évolution de l’humanité. 17, ISSN 0755-1843 = L’évolution de l’Humanité. Section 1, 4: Le Monde Antique. Rome et la Civilisation Romaine. 2). Avant-propos de Henri Berr. La Renaissance du Livre, Paris 1925.
- Quatre villes romaines de Rhénanie. Trèves, Mayence, Bonn, Cologne. A. Picard, Paris 1923.
- Manuel d’archéologie gallo-romaine. 4 Bände (in 7). A. Picard, Paris 1931–1960.
- La Gaule, Province Romaine (= Connais ton Pays. 3, ZDB-ID 1210685-9). Didier, Toulouse 1946.
- Les religions étrusque et romaine (= Mana. Introduction à l’histoire des religions. Bd. 2: Les religions de l’Europe ancienne. Tl. 3). Presses Universitaires de France, Paris 1948.